# Elisabeth Anna von Preußen

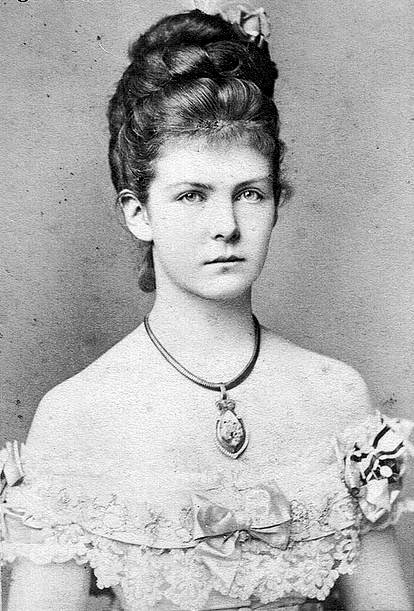

Elisabeth Anna von Preußen (* 8. Februar 1857 in Potsdam; † 28. August 1895 in Fulda) war ein Mitglied des Hauses Hohenzollern und durch Heirat Erbgroßherzogin von Oldenburg (1878–1895).

## Leben
Elisabeth Anna von Preußen war die zweitälteste Tochter von Prinz Friedrich Karl von Preußen und seiner Frau Maria Anna von Anhalt-Dessau. Durch ihre Schwestern Marie und Luise Margareta war sie mit den Häusern Oranien-Nassau bzw. Sachsen-Altenburg sowie dem britischen Königshaus verschwägert. Ihre Nichte Margaret war als Ehefrau des Prinzen Gustav Adolf schwedische Kronprinzessin.
Am 18. Februar 1878 heiratete Elisabeth Anna in Berlin Erbgroßherzog Friedrich August von Oldenburg. Es war eine Doppelhochzeit, bei der auch Prinzessin Charlotte von Preußen, die älteste Tochter des preußischen Kronprinzenpaares Friedrich und Victoria, mit Erbprinz Bernhard von Sachsen-Meiningen vermählt wurde. Die Hochzeit war ein großes Spektakel, war sie doch die erste Veranstaltung dieser Art seit der Gründung des Deutschen Reichs unter dem Vorsitz der preußischen Hohenzollern. Zur Hochzeit der Enkelin des Kaisers reisten neben den deutschen Fürsten auch König Leopold II. von Belgien und seine Frau Marie Henriette sowie Charlottes Onkel Eduard, Prince of Wales an.
Elisabeth starb am 28. August 1895, noch bevor ihr Mann den oldenburgischen Thron bestiegen hatte, und wurde im Großherzoglichen Mausoleum auf dem Gertrudenfriedhof in Oldenburg beigesetzt. Ihr zu Ehren gab er der seit 1894 im Bau befindlichen neuen Residenz den Namen Elisabeth-Anna-Palais. Friedrich August heiratete 1896 Elisabeth Alexandrine Mathilde von Mecklenburg-Schwerin, Tochter von Großherzog Friedrich Franz II. von Mecklenburg aus dritter Ehe.

## Nachkommen
Das Paar hatte zwei Töchter:
- Sophie Charlotte (1879–1964) ⚭ 1906 Eitel Friedrich, Prinz von Preußen, dem zweitältesten Sohn von Kaiser Wilhelm II.
- Margarete (1881–1882)

## Ehrungen
Auf Wangerooge ist eine Straße nach ihr benannt.